# Miss Albanien

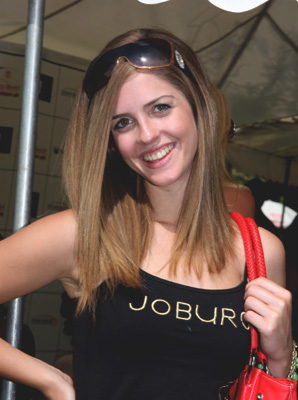
Egla Harxhi, Miss Albania im Jahr 2007

Miss Albanien sind nationale Schönheitswettbewerbe in Albanien, die unter den Bezeichnungen Miss Albania, Miss Shqiperia, Miss Earth Albania und Miss Universe Albania ausgetragen werden.

## Durchführung
Die Schönheitswettbewerbe werden von zwei verschiedenen Organisatoren durchgeführt: Vera Grabocka organisiert seit 1991 den Wettbewerb Miss Albania, während Petri Bozo mit seiner Deliart Association die Wahlen zur Miss Shqiperia veranstaltet. Politisch steht Petri Bozo der Sozialistischen Partei, Vera Grabocka der Demokratischen Partei nahe. Die Finalistinnen nehmen an der Wahl zur Miss Europe, seit 2002 auch zur Miss World und Miss Universe teil.
Am Wettbewerb zur Miss Albania können auch Albanerinnen aus dem Kosovo teilnehmen: Venera Mustafa wurde 1999 Miss Kosovo und Miss Albanien. Im gleichen Jahr nahm sie für Albanien an der Wahl zur Miss Europe teil. Agnesa Vuthaj wurde 2003 zur Miss Kosovo, 2004 zur Miss Albanien gewählt und kandidierte als solche 2004 zur Miss World und 2005 zur Miss Universe.
Miss Universe Albania wurde 2002 ins Leben gerufen, um die Teilnehmerin für das internationale Wettbewerb Miss Universe zu ermitteln.
Seit 2005 veranstaltet Enkeleid Omi mit seiner Agentur Alba-Media den Wettbewerb um Miss Earth Albania (früher Miss Shqiptarja), deren Siegerinnen an der Miss Earth teilnehmen. Auch hier konnten bisher Albanerinnen aus dem Kosovo kandidieren: Die Siegerin von 2007, Shpresa Vitia, stammt von dort.

## Siegerinnen Miss Albania
| Jahr | Miss Albania       | Teilnahme an internationalen Wettbewerben |
| ---- | ------------------ | ----------------------------------------- |
| 1991 | Valbona Selimllari | –                                         |
| 1992 | Sidorela Kola      | –                                         |
| 1993 | Monika Zguro       | Miss Europe 1995 3. Platz                 |
| 1994 | Ilda Reka          | –                                         |
| 1995 | Hygerta Sako       | Miss Europe 1996 6. Platz                 |
| 1999 | Venera Mustafa     | –                                         |
| 2000 | Gentiana Ramadani  | –                                         |
| 2002 | Anisa Kospiri      | Miss Universe 2002 8. Platz               |
| 2003 | Denisa Kola        | –                                         |
| 2004 | Agnesa Vuthaj      | –                                         |
| 2005 | Suada Sherifaj     | –                                         |
| 2006 | Eralda Hitaj       | –                                         |
| 2007 | Egla Harxhi        | –                                         |
| 2008 | Matilda Meçini     | –                                         |
| 2009 | Hasna Xhukici      | Miss Universe 2009 11. Platz              |
| 2010 | Angela Martini     | Miss Universe 2010 6. Platz               |
| 2011 | Xhesika Berberi    | –                                         |
| 2012 | Adrola Dushi       | –                                         |
| 2013 | Kristina Bakiu     | Miss World Albania 2015                   |
| 2014 | Zhaneta Byberi     | –                                         |
| 2015 | Megi Luka          | –                                         |

## Siegerinnen Miss Universe Albania
| Jahr | Miss Universe Albanien | Herkunftsort | Platzierung bei Muss Universe |
| ---- | ---------------------- | ------------ | ----------------------------- |
| 2002 | Anisa Kospiri          | Tirana       | 8. Platz                      |
| 2003 | Denisa Kola            | Tirana       | keine Platzierung             |
| 2005 | Agnesa Vuthaj          | Istog        | keine Platzierung             |
| 2006 | Eralda Hitaj           | Tirana       | keine Platzierung             |
| 2007 | Sadina Alla            | Tirana       | keine Platzierung             |
| 2008 | Matilda Mecini         | Tirana       | keine Platzierung             |
| 2009 | Hasna Xhukici          | Fier         | 11. Platz                     |
| 2010 | Angela Martini         | Shkodra      | 6. Platz                      |
| 2011 | Xhesika Berberi        | Tirana       | keine Platzierung             |
| 2012 | Adrola Dushi           | Rrëshen      | keine Platzierung             |
| 2013 | Fioralba Dizdari       | Tirana       | keine Teilnahme               |
| 2014 | Zhaneta Byberi         | Tirana       | keine Platzierung             |
| 2015 | Megi Luka              | Fushë-Kruja  | keine Platzierung             |

## Siegerinnen Miss Shqiperia
| Jahr | Miss Shqiperia     | Teilnahme an internationalen Wettbewerben |
| ---- | ------------------ | ----------------------------------------- |
| 1998 | Aldona Elezi       | –                                         |
| 2000 | Elisabeta Gjonpali | –                                         |
| 2001 | Denisa Çela        | –                                         |
| 2002 | Zajmina Vasjari    | –                                         |
| 2003 | Eriona Ibro        | –                                         |
| 2004 | Enkeleda Bargjoni  | –                                         |
| 2005 | Edlira Mema        | –                                         |
| 2006 | Silvi Skënderaj    | –                                         |
| 2007 | Irsa Demneri       | –                                         |
| 2008 | Almeda Abazi       | Miss Globe 2008                           |
| 2009 | Ertemiona Mejdani  | –                                         |
| 2010 | Nevina Shtylla     | –                                         |
| 2011 | Keidi Jashari      | –                                         |
| 2012 | Kleoniki Deliorgji | –                                         |
| 2013 | Fiorenca Lekstakaj | –                                         |
| 2014 | Anisa Petrela      | –                                         |
| 2015 | Sara Karaj         | –                                         |